# Fox River (península de Kenai)
El Fox és un riu de 27 milles (43 km) de llargada, a la península de Kenai, a l'estat d'Alaska, als EUA. El riu desemboca al fi de la glacera Chernof, a les muntanyes Kenai, dirigint-se després cap al sud-oest fins a l'extrem nord-est de la badia Kachemak. La desembocadura és a 24 milles (39 km) al nord-est de Homer.
Hi ha un lloc designat pel cens amb el mateix nom al tram final del riu. El nom del riu fou registrat per primer cop per Dall (1895) i podria haver retut honor a Theodore Fox de la North Pacific Mining and Transportation Company, que l'any anterior havia iniciat les seves operacions a la badia.